# Eredivisie 1968/1969
Eredivisie One 1968/69 byla nejvyšší nizozemskou fotbalovou soutěží. Vítězem se stal a do Poháru mistrů evropských zemí 1969/70 se kvalifikoval tým Feyenoord, Veletržní pohár 1969/70 hrály týmy AFC Ajax a FC Twente. Účast v Poháru vítězů pohárů 1969/70 si zajistil ADO Den Haag.
Soutěže se zúčastnilo celkem 18 celků, soutěž se hrála způsobem každý s každým doma-venku (celkem tedy 34 kol) systémem podzim-jaro. Poslední tým přímo sestoupil. Týmy na 15.-17. místě, které měly stejný počet bodů, sehrály další jednokolovou soutěž každý s každým a poslední tým této minisoutěže sestoupil.

## Tabulka
| Poř. | Tým               | Z  | V  | R  | P  | VG | OG | B  |
| ---- | ----------------- | -- | -- | -- | -- | -- | -- | -- |
| 1.   | Feyenoord         | 34 | 26 | 5  | 3  | 73 | 21 | 57 |
| 2.   | AFC Ajax          | 34 | 25 | 4  | 5  | 90 | 34 | 54 |
| 3.   | FC Twente         | 34 | 21 | 5  | 8  | 69 | 38 | 47 |
| 4.   | Go Ahead Eagles   | 34 | 19 | 7  | 8  | 63 | 34 | 45 |
| 5.   | PSV Eindhoven     | 34 | 17 | 10 | 7  | 54 | 36 | 44 |
| 6.   | ADO Den Haag      | 34 | 12 | 13 | 9  | 45 | 37 | 37 |
| 7.   | NAC Breda         | 34 | 10 | 15 | 9  | 50 | 48 | 35 |
| 8.   | Sparta Rotterdam  | 34 | 11 | 12 | 11 | 45 | 33 | 34 |
| 9.   | DWS Amsterdam     | 34 | 13 | 8  | 13 | 42 | 41 | 34 |
| 10.  | Holland Sport (N) | 34 | 12 | 9  | 13 | 32 | 45 | 33 |
| 11.  | GVAV Groningen    | 34 | 8  | 12 | 14 | 32 | 48 | 28 |
| 12.  | NEC Nijmegen      | 34 | 9  | 9  | 16 | 29 | 38 | 27 |
| 13.  | MVV Maastricht    | 34 | 7  | 12 | 15 | 34 | 46 | 26 |
| 14.  | Telstar Velsen    | 34 | 7  | 10 | 17 | 33 | 65 | 24 |
| 15.  | FC Volendam       | 34 | 6  | 11 | 17 | 24 | 45 | 23 |
| 16.  | AZ 67 Alkmaar (N) | 34 | 5  | 13 | 16 | 27 | 53 | 23 |
| 17.  | DOS Utrecht       | 34 | 7  | 9  | 18 | 37 | 74 | 23 |
| 18.  | Fortuna SC        | 34 | 3  | 12 | 19 | 18 | 61 | 18 |

## Baráž o udržení
| Poř. | Tým           | Z | V | R | P | VG | OG | B |
| ---- | ------------- | - | - | - | - | -- | -- | - |
| 1.   | DOS Utrecht   | 2 | 1 | 1 | 0 | 3  | 2  | 3 |
| 2.   | AZ 67 Alkmaar | 2 | 0 | 2 | 0 | 1  | 1  | 2 |
| 3.   | FC Volendam   | 2 | 0 | 1 | 1 | 1  | 2  | 1 |

|  | Pohár mistrů evropských zemí 1969/70 |
|  | Pohár vítězů pohárů 1969/70          |
|  | Veletržní pohár 1969/70              |
|  | Sestup do Eerste Divisie             |
|  | (N) - nováček                        |

## Nejlepší střelci
|    |            | hráč          | tým       | PG |
| -- | ---------- | ------------- | --------- | -- |
| 1. | Nizozemsko | Dick van Dijk | FC Twente | 30 |
| 1. | Švédsko    | Ove Kindvall  | Feyenoord | 30 |

## Trenéři
| Club            | Managers           |
| --------------- | ------------------ |
| ADO Den Haag    | Ernst Happel       |
| AFC Ajax        | Rinus Michels      |
| AZ 67 Alkmaar   | Wim Blokland       |
| DOS Utrecht     | Co Stijger         |
| DWS Amsterdam   | Les Talbot         |
| Feyenoord       | Ben Peeters        |
| Fortuna SC      | Frans de Bruyn     |
| Go Ahead Eagles | František Fadrhonc |
| GVAV Groningen  | Ludwig Veg         |

| Club             | Managers         |
| ---------------- | ---------------- |
| Holland Sport    | Cor van der Hart |
| MVV Maastricht   | Jung Schlangen   |
| NAC Breda        | Leo Canjels      |
| NEC Nijmegen     | Jan Remmers      |
| PSV Eindhoven    | Kurt Linder      |
| Sparta Rotterdam | Wiel Coerver     |
| Telstar Velsen   | Piet de Visser   |
| FC Twente        | Kees Rijvers     |
| FC Volendam      | Ron Dellow       |